# Hedvig Lovisa Pasch
Hedvig Lovisa Pasch, född 1744 i Stockholm, död 20 augusti 1796 i Stockholm, var en svensk tecknare. Pasch var yngsta dotter till konstnären Lorens Pasch den äldre och Anna Helena Beckman, och syster till konstnärerna Lorens Pasch den yngre och Ulrika Pasch. 

## Biografi
Hedvig Pasch bodde större delen av sitt liv tillsammans med sina syskon, som båda också var ogifta, och omtalas som "tecknarinna".
Syskonen undervisades i teckning och måleri av sin far. Av syskonen var det brodern och systern Ulrika som visade begåvning. I förbigående nämns dock att Hedvig Pasch lämnade efter sig teckningar som inte helt saknade talang.
Sedan hennes bror Lorens år 1752 påbörjat sina studier utomlands, och hennes fars karriär inte längre inbringade så mycket som förut på grund av att han inte höll sig stilmässigt uppdaterad, hade familjen ekonomiska problem. Familjen försörjdes snart av Hedvig syster Ulrika Pasch, som tack vare att hon kombinerade låga priser med skicklighet snabbt lyckades etablera sig som konstnär. 
Efter brodern Lorens Pasch den yngres återkomst till Stockholm 1766 bildade de tre syskonen ett eget hem på Svartmangatan i Gamla stan i Stockholm. När brodern blev direktör för Konstakademien 1793 flyttade familjen till tjänstebostad i Konstakademiens hus vid Röda bodarna på Norrmalm. 
Lorens och Ulrika Pasch försörjde tillsammans familjen som konstnärer, medan Hedvig Pasch skötte hushållet; hon var inte själv yrkesverksam konstnär. 
Hedvig Pasch beskrivs som djupt tillgiven sina syskon och det antyds att hennes död var ett självmord. Hon föll ut genom en vindsfönster och avled en kort tid efter systern Ulrica Paschs frånfälle.